# Lac Henri-Mercier
Pour les articles homonymes, voir Mercier et Henri Mercier.
Le lac Henri-Mercier est un plan d'eau douce dont la décharge se déverse dans la rivière Jacques-Cartier Nord-Ouest, dans le territoire non organisé de Lac-Jacques-Cartier, dans la municipalité régionale de comté (MRC) La Côte-de-Beaupré, dans la région administrative de la Capitale-Nationale, dans province de Québec, dans Canada.
Le Lac Henri-Mercier est situé dans la réserve faunique des Laurentides.
Cette petite vallée est desservie par quelques routes secondaires desservant cette zone pour les besoins de la foresterie, des activités récréotouristiques.
La foresterie est la principale activité économique du secteur; tourisme récréatif, deuxième.
La surface du Lac Henri-Mercier est généralement gelée du début décembre à la fin mars, mais la circulation sécuritaire sur la glace se fait généralement de la mi-décembre à la mi-mars.

## Géographie
Les principaux bassins versants voisins du lac Henri-Mercier sont du côté nord le lac F.-X.-Lemieux, la rivière Cavée, la rivière Jacques-Cartier Nord-Ouest. Du côté est, on rencontre le lac Charles-Savary, la rivière Jacques-Cartier Nord-Ouest, la rivière Jacques-Cartier Sud et la rivière Jacques-Cartier. On trouve du côté sud le Petit lac Jacques-Cartier, la rivière Tourilli et la rivière Sainte-Anne. Finalement, on voit du côté ouest la rivière Jacques-Cartier Nord-Ouest et la rivière à Moïse.
Enclavé entre les montagnes, le Petit lac Jacques-Cartier comporte une longueur de 6,3 km, une largeur de 0,7 km et une altitude de 662 m. Ce lac qui est fait sur la longueur, comporte un renflement de terre rattaché à la rive sud, et une presqu’île rattachée à la rive nord. Ce lac est surtout alimenté par la décharge des lacs Pellucide, Rothnie et du Préfet, ainsi que la décharge du lac Peggy.
Située au fond d'une petite baie au nord-est, l’embouchure de ce lac comporte un barrage. Cette embouchure est située à 0,7 km au sud-ouest de l’embouchure de sa propre décharge, à 4,4 km au nord-ouest de la confluence de la rivière Jacques-Cartier Sud et de la rivière Jacques-Cartier Nord-Ouest, à 14,7 km au nord-ouest de la confluence de la rivière Jacques-Cartier Nord-Ouest et de la rivière Jacques-Cartier.
À partir de l’embouchure du Petit lac Jacques-Cartier, le courant coule 1,6 km vers le nord-est en suivant le cours de sa propre décharge. Ensuite, elle coule 16,7 km vers l'est en descendant la rivière Jacques-Cartier Nord-Ouest. Finalement, elle coule vers le sud en suivant le courant de la rivière Jacques-Cartier, jusqu’à la rive nord-ouest du fleuve Saint-Laurent.

## Toponymie
Le dénomination « Lac Henri-Mercier » en usage depuis 1942 pour désigner ce plan d'eau. Auparavant, ce plan d'eau était désigné « Lac Paul ». La Commission de géographie de Québec, soit l'actuelle Commission de toponymie du Québec, a adopté ce nom le 5 mars 1959. Subséquemment, le toponyme "lac Henri-Mercier" a été officialisé le 5 décembre 1968 par la Commission de toponymie du Québec.